# The Ed Sullivan Show
The Ed Sullivan Show – amerykański program telewizyjny, emitowany od 20 czerwca 1948 do 6 czerwca 1971 w stacji CBS w każdą niedzielę o godzinie 20:00. Gospodarzem programu był Ed Sullivan.
Oryginalny tytuł, używany w latach 1948–1955 brzmiał Toast of the Town. Na przestrzeni lat w programie wystąpiło blisko 10 tys. artystów, wśród nich m.in.: The Beatles, Dean Martin, Dick Van Dyke, The Doors, Elvis Presley, Hank Williams, Jack Benny, The Jackson 5 i The Rolling Stones.